# Saint-Barthélemy-Grozon
Saint-Barthélemy-Grozon – miejscowość i gmina we Francji, w regionie Owernia-Rodan-Alpy, w departamencie Ardèche.
Według danych na rok 1990 gminę zamieszkiwało 428 osób, a gęstość zaludnienia wynosiła 22 osób/km² (wśród 2880 gmin regionu Rodan-Alpy Saint-Barthélemy-Grozon plasuje się na 1209. miejscu pod względem liczby ludności, natomiast pod względem powierzchni na miejscu 526.).